# FESTA E MERDA DI TORO
FESTA E MERDA DI TOROは、随喜と真田2.0の1枚目のアルバムである。

## 概要
- 餓鬼レンジャーのメンバーであるポチョムキンとMICADELICの元メンバーである真田人から成るユニット・随喜と真田2.0の1stアルバムである。因みに「随喜」とはポチョムキンの別名であり、「真田」は真田人の「真田」から来ている。尚、この作品をリリース後、ユニット自体はすぐに解散している。
- 本作品の値段は税込で2,415円だが、CDの裏面には￥27,300相当と書かれている。
- 客演にはICE BAHNやアルファのメンバーであるTSUBOI、その他にもくレーベルからSONOMIなどが参加している。さらに12曲目の「WALK THIS WAY 58」には、総勢57人のラッパー（随喜と真田含む）が客演で参加し、各方面で話題を呼んだ（後述）。それぞれの相棒であるYOSHI（餓鬼レンジャー）とダースレイダー（元MICADELIC）も参加している。
- 今アルバムのキャッチコピーは「最悪のクラス替え!あの二人が同じ学級に!」

## 収録曲
1. NICE GO!!!
PRODUCED BY HAMACHI & DJ MAS FOR BMC's
2. ライムボカン feat.ICE BAHN
PRODUCED BY BEAT奉行/SCRATCHED BY DJ BOLZOI
3. ぼじゃい警察 feat.TSUBOI from アルファ
PRODUCED,SCRATCHED BY PAN2 from 大和民族
警察を批判している曲。かと思いきや、最後の真田人のヴァースでどんでん返しがある。
4. ママ・アフリカ
PRODUCED BY INNER SCIENCE
インスト曲。
5. PUT YA ケツUP
PRODUCED BY BEAT奉行/CHORUS BY COPPU
歌詞に「タッキー&翼」や「リア・ディゾン」が出てくる。
6. ☆T.O.B.E.R.A☆ feat.ダースレイダー from D.M.R, YOSHI from 餓鬼レンジャー,ULTRA NANIWATIC MC'S
PRODUCED BY BEAT奉行
それぞれの相棒であるYOSHIとダースレイダーが客演で参加。事実上、餓鬼レンジャーとMICADELICの共演である(これ以前にも二組はMICADELICのアルバム「娯楽の殿堂」で共演している。)。歌詞は思わず目を覆いたくなるほどの過激な下ネタや卑猥な言葉で埋め尽くされている。
7. PAY DAY
PRODUCED,SCRATCHED BY DJ オショウ a.k.a.皿師和尚
「お金」をテーマにした曲。
8. ENERGY MUSIC
PRODUCED BY SUZUKI from アルファ
9. 未確認飛行豚
PRODUCED BY BEAT奉行
真田人のソロ曲。自身の容姿や体型についての自虐を交えながらも、「豚」としての誇りを歌う内容になっている。
10. YES SESSION feat.太華 from MSC
BEATBOX BY 太華
太華のヒューマンビートボックスに乗って、二人がラップをしている。
11. こんな人間になりたい feat.丑三時宗
PRODUCED BY FREAKY随喜
ラップではなく、主に二人の台詞が大半の楽曲である。(サビは丑三時宗が歌っている。)また、随喜と真田の語っている事が極端に対照的である。
12. WALK THIS WAY 58
PRODUCED BY BEAT奉行
総勢55人のラッパーが客演としてマイクリレーに参加している。(詳細は後述。)
13. 家族ゲーム feat.SONOMI
PRODUCED BY BEAT奉行/SONOMI appears by the courtesy of Knife Edge/PONY CANYON INC.
タイトル通り、「家族」をテーマにした曲。
14. 終わりの会
PRODUCED BY BEAT奉行
随喜のソロ曲。アルバムの最後を締めくくる上でふさわしい、哀愁漂う楽曲になっている。また歌詞の中に「KANの『最後に愛は勝つ』」というフレーズが出てくる。

## WALK THIS WAY 58
- 12曲目に収録されている楽曲「WALK THIS WAY 58」は、随喜と真田を含めて総勢57人ものラッパーが参加している。これは2007年時点で国内最多のマイクリレー人数である。参加しているラッパー1人1人が余すことなく8小節ずつラップをしている。そのため、収録時間が18分を超える大作となっている。また余りにも人数が多すぎるため、歌詞カードに歌詞が掲載されないという事態が発生している。(歌詞カードには「feat.リリック共に掲載不可」とだけ書かれている。)
- 韻踏合組合や走馬党のメンバーから、Da.Me.Recordsの面々まで幅広いラッパーが参加しており、随喜と真田の二人の人脈の広さが窺える。
- 「WALK THIS WAY 58」なのに57人しか参加していないのは、HIDADDYが2回出ているためである。

参加アーティスト一覧 (マイクリレー順) 
1. 随喜
2. YOSHI（餓鬼レンジャー/ULTRA NANIWATEC MC'S）
3. MR.O.K.I. （ULTRA NANIWTIC MC'S）
4. KEN-1-ROW（DA VOLCANOS/DOSMOCCOS）
5. DJ FUKU（ULTRA NANIWTIC MC'S）
6. HIDADDY（韻踏合組合）
7. TOMOGEN（DORBELMAN INC）
8. MONCHI(ABNORMAL BULUM@)
9. COYASS（KOUZUI/MIC BANDITS）
10. GATTSUKIMAN (T-CITY BOYS)
11. K-ONE (LARGE PROPHITS)
12. AGURI (LARGE PROPHITS)
13. TOKI (LARGE PROPHITS)
14. ARAKEN (SMC）
15. DOO (SMC）
16. 万寿
17. DEJI
18. バケラッタ（トリカブト）
19. 清水USK（WOLF PACK）
20. 井上ヴォルフガング（WOLF PACK）
21. エムラスタ（ROMAN CREW）
22. 村上水軍
23. アンジキジョイ（ABNORMAL BLUM@）
24. ラップマニアック
25. チャカパーン
26. DARTHREIDER
27. KEN THE 390
28. CUTE（大和民族）
29. INDARA（大和民族）
30. 環ROY
31. TARO SOUL
32. HOOK
33. ARK(走馬党)
34. SKIPP (走馬党)
35. Q (走馬党)
36. GHOST-P
37. JUGEMU (MMT)
38. NG HEAD
39. MIC大将（ZZ PRODUCTION）
40. NAM (タサツ)
41. ZIM BACK (INSIDE WORKERS)
42. W-MOUTH (INSIDE WORKERS)
43. SUPER-B (INSIDE WORKERS)
44. GASS(INSIDE WORKERS)
45. NAGANSERVER （ABNORMAL BLUM@）
46. MEKOLI (げんこつ)
47. k@zzzy (げんこつ)
48. ボジョ (げんこつ)
49. GOUKI（CAMEL BACK）
50. TARO（4wd RECORDS）
51. HIDENKA（GARBLE POOR!）
52. KM-MARKIT（UBG）
53. AMIDA
54. HIDADDY（韻踏合組合）
55. ERONE（韻踏合組合）
56. 遊戯 （韻踏合組合）
57. SATUSSY（韻踏合組合）
58. 真田人